# Kapedes
Kapedes (gr. Καπέδες) – wieś w Republice Cypryjskiej, w dystrykcie Nikozja. W 2011 roku liczyła 572 mieszkańców.